# 名古屋市会
名古屋市会（なごやしかい）は、愛知県の県庁所在地・政令指定都市である名古屋市の議会である。

## 概要
- 定数：68人
- 任期：2023年4月12日 - 2027年4月11日
- 選挙区：各行政区を選挙区とする中選挙区制（単記非移譲式）
- 議長：田中里佳（名古屋民主市会議員団）
- 副議長：田邊雄一（公明党名古屋市会議員団）

1889年（明治22年）の市制施行に伴って議事機関として「名古屋市会」を設置した経緯から、地方自治法改正により市会を「市議会」と改称した後も「市会」と称している（大阪市、横浜市、京都市、神戸市も同様）。
定例会は年4回（2月、6月、9月、11月）召集される。

### 委員会
- 議会運営委員会
- 常任委員会（6委員会）
総務環境委員会・財政福祉委員会・教育子ども委員会・土木交通委員会・経済水道委員会・都市消防委員会
- 特別委員会

### 会派
2024年11月現在、減税日本ナゴヤのみが市政与党のオール野党議会である。
| 会派名                       | 議員数 | 所属党派                  | 女性議員数 | 女性議員の比率(%) |
| ---------------------------- | ------ | ------------------------- | ---------- | ----------------- |
| 自由民主党名古屋市会議員団   | 23     | 自由民主党                | 6          | 26.08             |
| 名古屋民主市会議員団         | 17     | 立憲民主党13・国民民主党4 | 4          | 23.53             |
| 公明党名古屋市会議員団       | 12     | 公明党                    | 2          | 16.67             |
| 減税日本ナゴヤ               | 8      | 減税日本                  | 4          | 50                |
| 日本共産党名古屋市会議員団   | 3      | 日本共産党                | 2          | 66.67             |
| なごや陽向の会               | 2      | 無所属（元減税日本）      | 1          | 50                |
| 日本維新の会名古屋市会議員団 | 1      | 日本維新の会              | 0          | 0                 |
| 新生会                       | 1      | 無所属（元減税日本）      | 0          | 0                 |
| なごや創政会                 | 1      | 無所属（元減税日本）      | 0          | 0                 |
| 計                           | 68     |                           | 19         | 27.94             |

（2024年11月現在）

## 定数と任期と選挙区
- 定数：68人
- 任期：2023年4月12日 - 2027年4月11日
- 選挙区：以下の16区に分かれる。名古屋市会の選挙制度は、各行政区を選挙区とする中選挙区制（単記非移譲式）である。

所属議員

| 選挙区名 | 定数 | 選出議員（所属会派） | 選出議員（所属会派） |
| -------- | ---- | -------------------- | -------------------- |
| 千種区   | 5    | 山田昌弘（民主）     | 伊神邦彦（自民）     |
| 千種区   | 5    | 神浩司（自民）       | 北角嘉幸（新生）     |
| 千種区   | 5    | 田辺雄一（公明）     |                      |
| 東区     | 3    | 佐藤夕子（減税）     | 上村美千代（自民）   |
| 東区     | 3    | 国政直記（民主）     |                      |
| 北区     | 5    | 渡辺康徳（自民）     | 田山宏之（減税）     |
| 北区     | 5    | 長谷川由美子（公明） | 服部将也（民主）     |
| 北区     | 5    | 岡田幸子（共産）     |                      |
| 西区     | 4    | 浅野有（自民）       | 大田富彦（減税）     |
| 西区     | 4    | 上園晋介（民主）     | 沢田晃一（公明）     |
| 中村区   | 4    | 鵜飼春美（民主）     | 村瀬貴代美（自民）   |
| 中村区   | 4    | 小出昭司（自民）     | 岡千恵（公明）       |
| 中区     | 3    | 中田千津子（自民）   | 豊田薫（減税）       |
| 中区     | 3    | 塚本剛志（民主）     |                      |
| 昭和区   | 3    | 奥村文悟（民主）     | 西川学（自民）       |
| 昭和区   | 3    | 大村光子（減税）     |                      |
| 瑞穂区   | 3    | 久田邦博（民主）     | 藤田和秀（自民）     |
| 瑞穂区   | 3    | 金城裕（陽向）       |                      |
| 熱田区   | 2    | 森智雄（民主）       | 服部慎之助（自民）   |
| 中川区   | 6    | 久野美穂（民主）     | 中川敦史（創政）     |
| 中川区   | 6    | 赤松哲次（民主）     | 木下優（公明）       |
| 中川区   | 6    | 浅井正仁（自民）     | 月森卓也（公明）     |
| 港区     | 4    | 加藤一登（民主）     | 吉岡正修（公明）     |
| 港区     | 4    | 吉田茂（自民）       | 沢田仁実（自民）     |
| 南区     | 4    | 横井利明（自民）     | 坂井大輔（公明）     |
| 南区     | 4    | 藤沢千秋（自民）     | 橋本浩幹（民主）     |
| 守山区   | 5    | 小川俊之（民主）     | 松井良憲（自民）     |
| 守山区   | 5    | 金庭宜雄（公明）     | 野田留美（陽向）     |
| 守山区   | 5    | 北野由晴（自民）     |                      |
| 緑区     | 7    | 中里高之（自民）     | 近藤和博（公明）     |
| 緑区     | 7    | 岡本康宏（民主）     | 岩本崇宏（自民）     |
| 緑区     | 7    | 大谷智洋（減税）     | 永井友理（減税）     |
| 緑区     | 7    | 満仲美由紀（共産）   |                      |
| 名東区   | 5    | 日比美咲（民主）     | 中村修平（公明）     |
| 名東区   | 5    | 久津屋利枝（自民）   | 丹羽宏（自民）       |
| 名東区   | 5    | 大島英勲（維新）     |                      |
| 天白区   | 5    | 成田隆行（自民）     | 田中里佳（民主）     |
| 天白区   | 5    | 鈴木孝之（減税）     | 辻󠄀正雄（公明）       |
| 天白区   | 5    | 田口一登（共産）     |                      |

## 議員選挙
| 回     | 投票日        | 投票率% |
| ------ | ------------- | ------- |
| 第20回 | 2023年4月9日  | 33.46   |
| 第19回 | 2019年4月7日  | 32.87   |
| 第18回 | 2015年4月12日 | 36.57   |
| 第17回 | 2011年3月13日 | 43.96   |
| 第16回 | 2007年4月8日  | 39.97   |
| 第15回 | 2003年4月13日 | 40.98   |
| 第14回 | 1999年4月11日 | 46.02   |
| 第13回 | 1995年4月9日  | 39.53   |
| 第12回 | 1991年4月7日  | 45.06   |
| 第11回 | 1987年4月12日 | 52.53   |
| 第10回 | 1983年4月10日 | 52.54   |
| 第9回  | 1979年4月8日  | 54.99   |
| 第8回  | 1975年4月13日 | 61.04   |
| 第7回  | 1971年4月11日 | 57.8    |
| 第6回  | 1967年4月15日 | 55.55   |
| 第5回  | 1963年4月17日 | 63.07   |
| 第4回  | 1959年4月23日 | 66.18   |
| 第3回  | 1955年4月23日 | 65.98   |
| 第2回  | 1951年4月23日 | 78.08   |
| 第1回  | 1947年4月30日 | 67.83   |

## 議員報酬と諸手当
| 役職   | 報酬             | 期末手当         | 政務調査費  | 支給額            |
| ------ | ---------------- | ---------------- | ----------- | ----------------- |
| 議長   | 月額 104万1250円 | 年間 379万7500円 | 月額 50万円 | 年間 2229万2500円 |
| 副議長 | 月額 91万6300円  | 年間 334万1800円 | 月額 50万円 | 年間 2033万7400円 |
| 議員   | 月額 84万1500円  | 年間 306万9000円 | 月額 50万円 | 年間 1916万7000円 |

- この他に旅費がある。
- 政務調査費は実費精算方式のため月額50万円は上限額。

## その他
- 名古屋市会の議場は、全国でも数少ない円卓配置となっている。現市庁舎が完成する当時の助役の三沢寛一が、「市政を丸く“おさめる”」という意味を込めて決めたとされる。同説によると、当時の市長だった大岩勇夫が超党派を呼び掛けており、その意を酌んだ三沢がそのシンボルとして、当初の設計案を変更して円卓を採用した[6]。

- 2012年3月16日、中村孝太郎議長が、慣例である任期1年を過ぎても辞任しないため、議長不信任決議案が提出され、全会一致で可決される。議長不信任案の可決は、1961年以来[7]。3月19日に議長は辞任。
- 2025年5月25日、名古屋市議会副議長上園晋介氏(名古屋民主)は、2026年アジア競技大会のボランティアの募集をめぐり、「これまでに名刺交換をした人の個人情報を勝手に使用し、合わせて26人分の登録を無断で行っていた」、「罪悪感はなかったですね。今思えば。」と発言した。名古屋市議会では議員が有志でボランティアの募集に協力していて、上園氏が所属する名古屋民主市議団では議員1人あたり30人を目標にしていた。　5月27日に、上園晋介副議長が西川学議長に副議長の辞任を申し出て認められた。在任期間は８日で、同市議会の副議長として最短となる。[8][9]
- 2025年6月3日、ア2026年に開かれるアジア大会のボランティアをめぐっては、名古屋市の上園晋介市議が、以前名刺を交換した26人を無断で参加登録していたことが明らかになり、この問題について6月3日、市の議連会長を務める藤田和秀市議が取材に応じ、自身が提出した名簿に含まれていた9人からも、「身に覚えがない登録をされた」などといった連絡が寄せられていたと明らかにした。藤田市議によると、9人は知り合いの団体から提供を受けたボランティアの参加希望者リストに含まれていたということで、団体の中で説明や意思確認が不足していたとしている。[10]

## 出身者
- 塚本三（元名古屋市長、元衆議院議員）
- 藍川清成（実業家、元衆議院議員）
- 谷田武彦（元衆議院議員）
- 田辺広雄（元衆議院議員）
- 辻寛一（元衆議院議員）
- 東郷哲也（元衆議院議員）
- 工藤彰三（衆議院議員）
- 下出民義（元衆議院議員）
- 横井太郎（元衆議院議員、元参議院議員）
- 佐藤夕子（元衆議院議員・落選後に市議に復帰）
- 大島慶久（元参議院議員）
- 中川貴元（元衆議院議員）
- 黒川慶一（タレント）

## 歴代議長
特記なき場合「歴代議長一覧表」による。
| 代 | 氏名           | 就任             | 退任             | 備考                     |
| -- | -------------- | ---------------- | ---------------- | ------------------------ |
| 1  | 堀部勝四郎     | 明治22年11月15日 | 明治29年7月10日  |                          |
| 2  | 鈴木摠兵衛     | 明治29年7月11日  | 明治33年1月9日   |                          |
| 3  | 安藤清次郎     | 明治33年1月10日  | 明治34年1月10日  |                          |
| 4  | 太田鉄吉       | 明治34年1月11日  | 明治35年1月10日  |                          |
| 5  | 服部小十郎     | 明治35年1月11日  | 明治36年1月10日  |                          |
| 6  | 鈴木總兵衞     | 明治36年1月12日  | 明治36年4月11日  |                          |
| 7  | 加藤重三郎     | 明治36年4月11日  | 明治38年1月10日  |                          |
| 8  | 上遠野富之助   | 明治38年1月10日  | 明治42年1月15日  |                          |
| 9  | 服部小十郎     | 明治42年1月16日  | 明治44年1月10日  |                          |
| 10 | 井上茂兵衛     | 明治44年1月11日  | 大正6年10月24日  |                          |
| 11 | 大岩勇夫       | 大正6年11月6日   | 大正8年6月14日   |                          |
| 12 | 大喜多寅之助   | 大正8年6月18日   | 大正10年7月2日   |                          |
| 13 | 青山鉞四郎     | 大正10年7月9日   | 大正10年10月24日 |                          |
| 14 | 竹内兼吉       | 大正10年11月7日  | 大正13年9月25日  |                          |
| 15 | 大岩勇夫       | 大正13年10月6日  | 昭和2年8月1日    |                          |
| 16 | 竹内兼吉       | 昭和2年8月27日   | 昭和4年10月24日  |                          |
| 17 | 今堀辰三郎     | 昭和4年11月5日   | 昭和6年2月26日   |                          |
| 18 | 冨田彦吉       | 昭和6年3月2日    | 昭和6年11月28日  |                          |
| 19 | 青井恒次郎     | 昭和6年11月28日  | 昭和8年10月24日  |                          |
| 20 | 今堀辰三郎     | 昭和8年11月6日   | 昭和12年10月24日 |                          |
| 21 | 青井恒次郎     | 昭和12年11月4日  | 昭和14年11月14日 |                          |
| 22 | 冨田彦吉       | 昭和14年11月14日 | 昭和17年6月9日   |                          |
| 23 | 塚本三         | 昭和17年6月23日  | 昭和22年4月7日   |                          |
| 24 | 松久好次       | 昭和22年5月26日  | 昭和24年5月27日  |                          |
| 25 | 横井恒治郎     | 昭和24年5月27日  | 昭和26年4月29日  |                          |
| 26 | 横井恒治郎     | 昭和26年5月21日  | 昭和27年6月3日   |                          |
| 27 | 横井亀吉       | 昭和27年6月3日   | 昭和27年12月24日 |                          |
| 28 | 鈴村健         | 昭和27年12月24日 | 昭和29年7月8日   |                          |
| 29 | 鈴木脇蔵       | 昭和29年7月8日   | 昭和30年4月29日  |                          |
| 30 | 田中鉄雄       | 昭和30年5月16日  | 昭和31年10月1日  |                          |
| 31 | 鈴木脇蔵       | 昭和31年10月1日  | 昭和32年6月10日  |                          |
| 32 | 近藤良吉       | 昭和32年6月10日  | 昭和33年5月30日  |                          |
| 33 | 佐藤太十郎     | 昭和33年5月30日  | 昭和34年4月29日  |                          |
| 34 | 大西泰助       | 昭和34年5月26日  | 昭和35年10月5日  |                          |
| 35 | 小出善三郎     | 昭和35年10月5日  | 昭和36年10月13日 |                          |
| 36 | 宮田一雄       | 昭和36年10月13日 | 昭和38年4月29日  |                          |
| 37 | 大西泰助       | 昭和38年5月29日  | 昭和39年5月29日  |                          |
| 38 | 田中鉄雄       | 昭和39年5月29日  | 昭和40年5月28日  |                          |
| 39 | 宮田一雄       | 昭和40年5月28日  | 昭和41年6月24日  |                          |
| 40 | 中杉徳兵衛     | 昭和41年6月24日  | 昭和42年4月29日  |                          |
| 41 | 宮田一雄       | 昭和42年5月26日  | 昭和43年7月24日  |                          |
| 42 | 宮田一雄       | 昭和43年7月24日  | 昭和44年6月4日   |                          |
| 43 | 宮田一雄       | 昭和44年6月4日   | 昭和45年6月3日   |                          |
| 44 | 中杉徳兵衛     | 昭和45年6月3日   | 昭和46年4月29日  |                          |
| 45 | 松野鉄次郎     | 昭和46年5月17日  | 昭和47年6月10日  |                          |
| 46 | 伊藤芳山       | 昭和47年6月10日  | 昭和48年6月13日  |                          |
| 47 | 伊藤弥十郎     | 昭和48年6月13日  | 昭和49年6月11日  |                          |
| 48 | 岡田源市       | 昭和49年6月11日  | 昭和50年4月29日  |                          |
| 49 | 伊神弘         | 昭和50年5月19日  | 昭和51年6月7日   |                          |
| 50 | 梅村忠雄       | 昭和51年6月7日   | 昭和52年6月6日   |                          |
| 51 | 高村力弥       | 昭和52年6月6日   | 昭和53年5月25日  |                          |
| 52 | 田辺広雄       | 昭和53年5月25日  | 昭和54年4月29日  |                          |
| 53 | 西脇正勝       | 昭和54年5月16日  | 昭和54年10月17日 |                          |
| 54 | 田辺広雄       | 昭和54年11月21日 | 昭和55年5月19日  |                          |
| 55 | 坂崎巳代治     | 昭和55年5月19日  | 昭和56年5月20日  |                          |
| 56 | 渡辺昭         | 昭和56年5月20日  | 昭和57年5月21日  |                          |
| 57 | 近藤紀男       | 昭和57年5月21日  | 昭和58年4月29日  |                          |
| 58 | 寺本清光       | 昭和58年5月16日  | 昭和59年5月22日  |                          |
| 59 | 佐橋昇         | 昭和59年5月22日  | 昭和60年5月23日  |                          |
| 60 | 中垣又彦       | 昭和60年5月23日  | 昭和61年5月24日  |                          |
| 61 | 杉浦重太郎     | 昭和61年5月24日  | 昭和62年4月29日  |                          |
| 62 | 加藤昭夫       | 昭和62年5月15日  | 昭和63年5月16日  |                          |
| 63 | 郡司照三       | 昭和63年5月16日  | 平成元年5月17日  |                          |
| 64 | 梅村行雄       | 平成元年5月17日  | 平成2年5月3日    |                          |
| 65 | 久野浩平       | 平成2年5月18日   | 平成3年4月29日   |                          |
| 66 | 西村つぎお     | 平成3年5月15日   | 平成4年5月18日   |                          |
| 67 | 藤田和三       | 平成4年5月18日   | 平成5年2月24日   |                          |
| 68 | 山田辰尾       | 平成5年2月24日   | 平成6年5月23日   |                          |
| 69 | 工藤恭弘       | 平成6年5月23日   | 平成7年4月29日   | 衆議院議員・工藤彰三の父 |
| 70 | 西本順一       | 平成7年5月15日   | 平成8年5月16日   |                          |
| 71 | 真野清和       | 平成8年5月16日   | 平成9年5月19日   |                          |
| 72 | 浅井日出雄     | 平成9年5月19日   | 平成10年5月20日  |                          |
| 73 | 加藤徹         | 平成10年5月20日  | 平成11年4月29日  |                          |
| 74 | 早川良行       | 平成11年5月17日  | 平成12年6月22日  |                          |
| 75 | 諸隈修身       | 平成12年6月22日  | 平成13年5月21日  |                          |
| 76 | おくむら文洋   | 平成13年5月21日  | 平成14年5月22日  |                          |
| 77 | 斉藤実         | 平成14年5月22日  | 平成15年4月29日  |                          |
| 78 | 堀場章         | 平成15年5月14日  | 平成16年5月17日  |                          |
| 79 | 桜井治幸       | 平成16年5月17日  | 平成17年5月18日  |                          |
| 80 | 佐橋典一       | 平成17年5月18日  | 平成18年5月22日  |                          |
| 81 | 岡本善博       | 平成18年5月22日  | 平成19年4月29日  |                          |
| 82 | 梅村邦子       | 平成19年5月15日  | 平成20年5月16日  |                          |
| 83 | うえぞのふさえ | 平成20年5月16日  | 平成21年5月19日  |                          |
| 84 | 吉田隆一       | 平成21年5月19日  | 平成22年5月20日  |                          |
| 85 | 横井利明       | 平成22年5月20日  | 平成23年2月6日   |                          |
| 86 | 中村孝太郎     | 平成23年3月24日  | 平成24年3月19日  |                          |
| 87 | 中川貴元       | 平成24年3月19日  | 平成25年3月22日  |                          |
| 88 | 藤田和秀       | 平成25年3月22日  | 平成26年3月20日  |                          |
| 89 | うかい春美     | 平成26年3月20日  | 平成27年3月12日  |                          |
| 90 | 藤沢ただまさ   | 平成27年5月14日  | 平成28年5月16日  |                          |
| 91 | 加藤一登       | 平成28年5月16日  | 平成29年5月17日  |                          |
| 92 | 渡辺義郎       | 平成29年5月17日  | 平成30年5月18日  |                          |
| 93 | 坂野公壽       | 平成30年5月18日  | 平成31年4月11日  |                          |
| 94 | 丹羽ひろし     | 令和元年5月14日  | 令和2年5月15日   |                          |
| 95 | 中里高之       | 令和2年5月15日   | 令和3年5月18日   |                          |
| 96 | 服部将也       | 令和3年5月18日   | 令和4年5月19日   |                          |
| 97 | 岩本たかひろ   | 令和4年5月19日   | 令和5年4月11日   |                          |
| 98 | 成田たかゆき   | 令和5年5月16日   | 令和6年5月17日   |                          |
| 99 | 田中里佳       | 令和6年5月17日   | 現職             |                          |